# Flor de oro
Flor de oro es una serie colombiana de Caracol Televisión que fue transmitida por la Cadena Uno en 1995. Protagonizada por la actriz venezolana Ruddy Rodríguez, Luis Eduardo Arango y el actor cubano Ernesto Tapia.

## Sinopsis
Teresa Amaya, es una bella bibliotecaria citadina a quien le cambia el destino, el día de su boda con un hacendado rico y poderoso, Rodrigo Cienfuegos. A partir de ese momento queda doblemente atada a lo desconocido; por un lado, a un mundo rural movidos por un códigos distintos a los que ella conoce; por otro lado, a la desconcertante personalidad de su prometido, un psicópata tiránico que se esconde detrás de la máscara de seductor. Flor de Oro es la historia de una relación esclavizante y de cómo librarse de ella. Narra lo que debe vivir Teresa Amaya hasta descubrir que el amor avasallador de Rodrigo Cienfuegos por ella no es amor sino obsesión tortuosa y cautiverio sentimental de acoso y seducción, amenazas y regalos. Es la historia de cómo Teresa aprende a reconocer el verdadero amor en la amistad discreta y el apoyo incondicional de Mateo Góngora. Mateo es un hombre cínico y derrotado, pero bueno, de cómo él, en su amor por ella, se encuentra el camino, que le permite saldar cuentas con el fantasma de una vieja culpa, enfrentarse a su enemigo de carne y hueso, resulta ser el propio Cienfuegos y ponerte la cara finalmente a su propia vida. Y es también es la historia de cómo Teresa, al quebrar la tiranía de su prometido, no solo se libera a sí misma sino a todo el mundo que permanecía hundido bajo la sombra de su locura y su arbitrariedad. Alrededor de esos conflictos amorosos surgen más historias y situaciones que se desarrollan como efecto del pasado. Todos los problemas de Teresa y su familia tendrán que ver con secretos guardados durante varios años por el viejo Rodrigo Cienfuegos y la misteriosa relación que este sostiene con Dolores Góngora, madre de Mateo y con su cuñada Herminia. 

## Elenco
- Ruddy Rodríguez - Teresa Amaya
- Luis Eduardo Arango - Rodrigo Cienfuegos
- Ernesto Tapia - Mateo Góngora
- Julio Medina - Rodrigo Cienfuegos
- Vicky Hernández - Herminia
- Ana María Sánchez - Eulalia
- Franky Linero - Evelio
- Ana María Orozco – Helena Amaya
- Raquel Ércole – Dolores Góngora
- Gustavo Londoño – Arístides Erazo
- Lucy Martínez - Lourdes de Erazo
- Enrique Carriazo – Padre Clemente
- Rafael Novoa – Antonio Erazo
- Anna Nowicka – Danuska Covanezka
- Edgardo Román – Teniente Paniagua
- Leonardo Acosta- Alfredo el gringuito
- Andrea López
- Enrique Tobón
- Rosemary Cardenas